# Cymbalaria
Cymbalaria là một chi thực vật có hoa trong họ Plantaginaceae, trước đây được xếp trong họ Scrophulariaceae.
Cymbalaria cùng Asarina, Epixiphium, Maurandella, Holmgrenanthe, Rhodochiton, Mabrya, Lophospermum và Maurandya tạo thành nhánh / dòng dõi Cymbalaria hay nhóm Maurandya.
Chi này có quan hệ họ hàng gần với 2 chi được người ta biết đến nhiều là Linaria và Antirrhinum, khác với chúng ở chỗ có kiểu phát triển bò trườn và hoa mọc đơn lẻ chứ không thành chùm hay chùy hoa mọc thẳng gồm nhiều hoa. Tên gọi phổ biến liễu ngư hay liễu xuyên ngư (tiếng Anh: toadflax) là chia sẻ với Linaria và một số chi có quan hệ họ hàng khác, do từng có thời nó được coi như là một tổ (sectio) của chi Linaria.
Tên khoa học của nó bắt nguồn từ tiếng Latinh cymbalum, có nghĩa là "giống như chũm chọe" vì các lá hơi tròn của chúng.
Loài được biết đến nhiều nhất do phân bố rộng nhất là Cymbalaria muralis (còn gọi là liễu ngư lá thường xuân hay thường xuân Kenilworth), bản địa khu vực tây nam châu Âu. Nó đã được du nhập và tự nhiên hóa ở nhiều nơi, nói chung hay được bán làm cây trồng trong vườn.

## Phân bố
Các loài thuộc chi này là bản địa khu vực miền nam châu Âu ven Địa Trung Hải cũng như Maroc, kéo dài qua Thổ Nhĩ Kỳ tới Liban, Syria, Iran, Iraq nhưng đã du nhập vào nhiều nơi khác tại châu Âu và châu Mỹ, tây bắc châu Phi, Nam Phi, Palestine, Đông Himalya, Viễn Đông Nga, bán đảo Triều Tiên và New Zealand.

## Các loài
Danh sách loài lấy theo The Plant List và Plants of the World Online.
- Tổ hợp loài Cymbalaria aequitriloba:
  - Cymbalaria aequitriloba (Viv.) A.Chev., 1937: Quần đảo Baleares, đảo Corse, Italia (cả đảo Sardinia).
  - Cymbalaria fragilis (J.J.Rodr.) A.Chev., 1937. Đôi khi coi là C. aequitriloba subsp. fragilis: Quần đảo Baleares.
- Tổ hợp loài Cymbalaria microcalyx: 
  - Cymbalaria microcalyx (Boiss.) Wettst., 1891: Cyprus, Hy Lạp (gồm các đảo Đông Aegean, Crete), Liban, Syria, Thổ Nhĩ Kỳ.
  - Cymbalaria acutiloba (Boiss. & Heldr.) Speta, 1986. Đôi khi coi là C. microcalyx subsp. acutiloba: Hy Lạp (gồm các đảo Đông Aegean, Crete), Thổ Nhĩ Kỳ.
  - Cymbalaria ebelii (Cufod.) Speta, 1986. Đôi khi coi là C. microcalyx subsp. ebelii: Albania, Nam Tư cũ.
  - Cymbalaria minor (Maire & Petitm. ex Cufod.) Speta, 1986. Đôi khi coi là C. microcalyx subsp. minor: Hy Lạp.
- Cymbalaria bakhtiarica Podlech & Iranshahr, 2015: Iran
- Cymbalaria glutinosa Bigazzi & Raffaelli, 2000: Italia
- Cymbalaria hepaticifolia (Poir.) Wettst., 1891: Corse, du nhập vào đảo Anh.
- Cymbalaria longipes (Boiss. & Heldr.) A.Chev., 1937
- Cymbalaria muelleri (Moris) A.Chev., 1937: Sardinia
- Cymbalaria muralis G.Gaertn., B.Mey. & Schreb., 1800 – Loài điển hình. Bản địa Áo, Pháp, Italia, Thụy Sĩ, Nam Tư cũ. Du nhập vào nhiều nơi trong phần còn lại của châu Âu, châu Mỹ, Algérie, Đông Himalaya, bán đảo Triều Tiên, Maroc, Nam Phi, New Zealand, Palestine, Thổ Nhĩ Kỳ, Tunisia.
  - C. muralis subsp. visianii (Kümmerle ex Jáv.) D.A.Webb, 1972: Trung nam Italia, tây bắc Balkan.
- Cymbalaria pallida (Ten.) Wettst., 1891: Italia, du nhập vào Cộng hòa Séc Slovakia, đảo Anh, New York.
- Cymbalaria pluttula (Rech.f.) Speta, 1980: Iraq.
- Cymbalaria pubescens (J.Presl & C.Presl) Cufod., 1947: Đảo Sicilia.